# Coupe d'Europe des vainqueurs de coupe masculine de handball 1993-1994
Navigation
Coupe des Coupes 1992-1993 Coupe des Coupes 1994-1995
La Coupe d'Europe des vainqueurs de coupe masculine de handball 1993-1994 est la 19e édition de la Coupe d'Europe des vainqueurs de coupe masculine de handball.
Organisée par la Fédération européenne de handball (EHF), la compétition est ouverte à 34 clubs de handball d'associations membres de l'EHF. Ces clubs sont qualifiés en fonction de leurs résultats dans leur pays d'origine lors de la saison 1992-1993.
Elle est remportée par le club espagnol du FC Barcelone, vainqueur en finale du club français de l'OM Vitrolles, tenant du titre.

## Résultats

### Tour préliminaire
| Équipe 1             | Score   | Équipe 2         | Aller | Retour |
| -------------------- | ------- | ---------------- | ----- | ------ |
| Svitotekhnik Brovary | 56 – 43 | Amirani Tbilissi | 28-19 | 28-24  |
| Sevro Koumanovo      | 50 – 39 | HK Choumen       | 26-14 | 24-25  |

### Seizièmes de finale
| Équipe 1                 | Score   | Équipe 2               | Aller | Retour |
| ------------------------ | ------- | ---------------------- | ----- | ------ |
| FC Barcelone             | 62 – 35 | Maistas Dragūnas       | 31-15 | 31-20  |
| Hapoël Rishon LeZion     | 44 – 43 | Eskişehir ETİ Bisküvi  | 24-20 | 20-23  |
| Pfadi Winterthur         | 58 – 48 | Sparkasse Bruck        | 28-21 | 30-27  |
| Jatas Plzeň              | 35 – 50 | IK Sävehof             | 17-25 | 18-25  |
| Svitotekhnik Brovary     | 46 – 47 | SC Pick Szeged         | 29-17 | 17-30  |
| BK-46 Karis              | 57 – 38 | RD Slovan Ljubljana    | 31- 9 | 26-29  |
| UMF Selfoss              | 56 – 52 | HC Bauska Riga         | 32-22 | 24-30  |
| RK Umag                  | 45 – 33 | GAS Arhelaos Katerini  | 26-12 | 19-21  |
| Extran Beyne             | 45 – 42 | Zagłębie Lubin         | 22-19 | 23-23  |
| Handball Club Conversano | 37 – 59 | GOG Gudme              | 21-29 | 16-30  |
| Sevro Kumanovo           | 63 – 40 | Larnacos Larnaca       | 33-14 | 30-26  |
| Polyot Tcheliabinsk      | 44 – 45 | TSV Bayer Dormagen     | 22-18 | 22-27  |
| HV Blauw-Wit             | 42 – 40 | HC La Fraternelle Esch | 21-16 | 21-24  |
| ID Runar Sandefjord      | 43 – 51 | US Ivry                | 22-25 | 21-26  |
| HC Minaur Baia Mare      | 34 – 40 | HK Lokomotiva Trnava   | 20-18 | 14-22  |
| ABC Braga                | 43 – 51 | OM Vitrolles           | 23-27 | 20-24  |

### Huitièmes de finale
| Équipe 1           | Score   | Équipe 2             | Aller | Retour |
| ------------------ | ------- | -------------------- | ----- | ------ |
| FC Barcelone       | 69 – 33 | Hapoël Rishon LeZion | 37-15 | 32-18  |
| Pfadi Winterthur   | 57 – 37 | IK Sävehof           | 31-14 | 26-23  |
| SC Pick Szeged     | 52 – 47 | BK-46 Karis          | 31-24 | 21-23  |
| RK Umag            | 46 – 47 | UMF Selfoss          | 25-18 | 21-29  |
| GOG Gudme          | 50 – 40 | Extran Beyne         | 28-19 | 22-21  |
| TSV Bayer Dormagen | 50 – 38 | Sevro Koumanovo      | 31-17 | 19-21  |
| HV Blauw-Wit       | 26 – 54 | US Ivry              | 14-34 | 12-20  |
| OM Vitrolles       | 41 – 31 | HK Lokomotiva Trnava | 21-14 | 20-17  |

### Quarts de finale
| Équipe 1           | Score   | Équipe 2         | Aller | Retour |
| ------------------ | ------- | ---------------- | ----- | ------ |
| FC Barcelone       | 54 – 45 | Pfadi Winterthur | 26-19 | 28-26  |
| SC Pick Szeged     | 50 – 50 | UMF Selfoss      | 30-18 | 20-32  |
| TSV Bayer Dormagen | 47 – 35 | GOG Gudme        | 28-13 | 19-22  |
| OM Vitrolles       | 52 – 35 | US Ivry          | 25-15 | 27-20  |

### Demi-finale
| Équipe 1           | Score   | Équipe 2     | Aller | Retour |
| ------------------ | ------- | ------------ | ----- | ------ |
| SC Pick Szeged     | 36 – 43 | FC Barcelone | 22-24 | 14-19  |
| TSV Bayer Dormagen | 38 – 41 | OM Vitrolles | 26-20 | 12-21  |

### Finale
| Équipe 1     | Score   | Équipe 2     | Aller         | Retour         |
| ------------ | ------- | ------------ | ------------- | -------------- |
| OM Vitrolles | 37 – 46 | FC Barcelone | 23 – 20 (8-9) | 14 – 26 (5-13) |

Finale aller
- OM Vitrolles (23) : Zoran Đorđić (1re à 44e, 50e à 52e, 58e à 60e), Bruno Martini (29e, 44e à 58e) - Jean-Jacques Cochard (6 dont 1 pen.), Philippe Gardent (5), Frédéric Volle (5, dont 1 pen.), Laurent Munier (4), Hassan Bouaouli (1), Jackson Richardson (1), Pascal Jacques (1). Entraîneur : Mile Isaković
- FC Barcelone (20) : Lorenzo Rico (toute la partie) - Andreï Chtchepkine (6), Enric Masip (4, dont 2 pen.), Bogdan Wenta (4), Iñaki Urdangarin (3), Fernando Barbeito (2), Jesús Olalla (1). Entraîneur : Valero Rivera

Finale retour
- FC Barcelone (26) : Lorenzo Rico (toute la partie) - Enric Masip (7, dont 3 pen.), Bogdan Wenta (7, dont 2 pen.), Jesús Olalla (4), Fernando Barbeito (3), Andreï Chtchepkine (2), Iñaki Urdangarin (2), Rubino (1). Entraîneur : Valero Rivera
- OM Vitrolles (14) : Zoran Đorđić (1re à 30e, 38e à 60e), Bruno Martini (31e à 38e) - Éric Quintin (4), Jean-Jacques Cochard (3), Frédéric Volle (2), Philippe Gardent (2), Jackson Richardson (2), Slobodan Kuzmanovski (1), Thierry Perreux (0). Entraîneur : Mile Isaković

## Les champions d'Europe
| Vainqueur de la Coupe d'Europe des vainqueurs de coupe 1993-1994 FC Barcelone 4e titre |

L'effectif du FC Barcelone était :
| Gardiens de but - Lorenzo Rico - David Barrufet - Albert Forcada Demi-centres - Enric Masip - Xavier O'Callaghan - Bogdan Wenta | Arrières - Iñaki Urdangarín - José Manuel Paré - Xavier Serrano - Ángel Hermida - Jesús Olalla Pivots - Óscar Grau - Andreï Chtchepkine | Ailiers - Eugenio Serrano - Fernando Barbeito - Alberto Bayo - Óscar Rubiño - Miguel Ventura Entraîneur - Valero Rivera |